# 우바스테야마

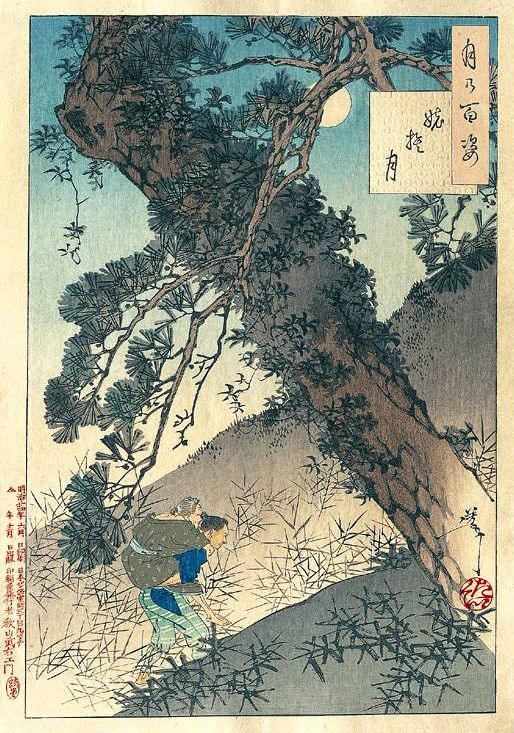
츠키오카 요시토시 작, 〈달 아래 늙은이를 갖다 버리다〉(姥捨ての月)

우바스테야마(일본어: 姥捨て山)는 '할머니를 갖다 버리는 산'이란 뜻으로 일본에 전해 내려오는 노인 유기 설화이다.
크게 〈시오리형〉(枝折り型) 설화와 〈난제형〉(難題型) 설화로 나눌 수 있으며, 그 사이 복합형 설화들이 있다. 법령 또는 흉년으로 인해 식구의 입을 줄이기 위해 고령의 부모를 산에 버리게 된 아들과 그 부모의 이야기다.
난제형 설화는 다음과 같다. 어느 번의 영주가 연로하여 노동을 할 수 없는 인구는 불필요하므로 산에 유기하라는 명령을 내린다. 그런데 어느 집에서 감히 법을 어길 수 없어 울면서 늙은 부모를 산에 갖다 버리려다가, 결국 버리지 못하고 몰래 집의 마루 밑에 숨겨둔다. 얼마 뒤, 이웃 번에서 몇 개의 어려운 문제를 내면서, 이 난제를 풀지 못하면 쳐들어와 멸망시키겠다고 협박한다. 그런데 마루 밑에 숨어있던 늙은이들의 지혜로 문제를 풀게 되고, 노인들의 가치를 알게 된 영주는 법을 철회하고 노인들을 소중히 대우했다는 이야기다.
시오리형 설화는 다음과 같다. 입을 줄이기 위해 늙은 부모를 업고 산 속으로 들어가는데, 올라가는 동안 부모는 계속해서 시오리(산이나 숲에서 나뭇가지를 꺾어 통과한 길을 표하는 일)를 만들거나, 혹은 쌀겨를 땅바닥에 뿌린다. 그 모양을 본 아들이 궁금하여 왜 그러냐고 물으면 부모는 “네가 산을 내려갈 때 헤메지 않게 하기 위해”라고 대답한다. 자신이 버려지는 상황에서도 자식을 생각하는 부모에게 가책을 느낀 아들은 부모를 데리고 산을 내려간다는 이야기다.
이 외에도 부모를 망태기에 담아서 버리러 가는데, 따라 온 자식이 “아버지가 늙으면 그 망태기에 아버지를 담아서 나도 버릴 것이다”라고 말해서 정신을 차린 아들이 부모를 데리고 산을 내려온다는 설화와 시오리형 설화 뒤에 난제형 설화가 이어지는 복합형 설화가 있다. 또 며느리가 아들을 부추겨 부모를 버리게 하지만, 결국 부모는 집으로 돌아오고 며느리는 죽임을 당하는, 고부 갈등과 연계시킨 설화도 있다. 이런 노인 유기 설화는 일본 뿐 아니라 중국, 유럽, 아프리카 등지에 광범위하게 분포한다.
우바스테야마가 실제로 있었던 일인지는 불분명하다. 적어도 고대부터 현대에 이르기까지 노인유기를 강제하는 법령이 일본국내에 있었다는 공식적인 기록 따위는 존재하지 않는다.

## 같이 보기
- 오바스테 산 - 이모를 산에 갖다버린 남자가 밝은 달을 보고 양심의 가책으로 이모를 다시 데려온다는 설화가 전해 내려져오는 산.
- 《나라야마 부시코》 - 70세가 된 노인은 산에 버려져야 하는 관습이 있는 마을을 배경으로 한 영화(1983년)

## 참고 자료
- 《결정판 일본의 민화 사전》(決定版　日本の民話事典 日本民話の会編), 강담사 플러스 알파 문고판(講談社+α文庫刊), ISBN 4-06-256667-2